# Silene longicilia
Silene longicilia là loài thực vật có hoa thuộc họ Cẩm chướng. Loài này được (Brot.) Otth miêu tả khoa học đầu tiên năm 1824.